# Hornachos
Hornachos és un municipi de la província de Badajoz, a la comunitat autònoma d'Extremadura. El poble està situat a la Serra Gran d'Hornachos, entre dues valls, la dels Moros i la dels Cristians, a una altitud de 534 metres.

## Història
Assentament romà de pas cap a Emerita Augusta i Alange, on es trobaven termes d'esbarjo romanes. En aquesta època, rebia el nom de Fornacis, d'aquí un dels seus gentilicis actuals (fornacense).
El 22 d'abril de 1235 el rei Ferran III de Castella donà Hornachos a l'Orde de Santiago, a conseqüència del repartiment de Medellín.
En 1594 formava part de la província de Lleó de l'Orde de Santiago i tenia 1.065 veïns.
Part de la població d'aquesta vila va sortir en el segle xvii amb motiu del bàndol d'expulsió dels moriscs dictat per Felip III. Aquesta era una societat singularment musulmana com la resta de les localitats de la província de l'Orde de Santiago, ja que fins al segle xvi va ser encomana. Després de l'expulsió va entrar en decadència i va ser niu de malfactors i contrabandistes que s'ocultaven entre la població. Per aquesta causa s'hi van cometre molts assassinats i desordres públics, per la qual raó es van establir al poble forces de seguretat i cavalleria. Els moriscs van fundar una singular república pirata que va fer ballar el cap a les corones espanyola i francesa, tant va ser que els moriscs van parlar amb els seus reials monarques espanyols per tornar a la seva «pàtria xica», és a dir, Hornachos. La vila destaca també per haver tingut famílies musulmanes que després de l'expulsió es van refugiar al Marroc.
A la caiguda de l'Antic Règim la localitat es constitueix en municipi constitucional a la regió d'Extremadura. Des de 1834 va quedar integrat en el Partit judicial d'Almendralejo. En el cens de 1842 tenia 623 llars i 2.600 veïns.

## Patrimoni
Herència de la població morisca, durant el segle xvi, el poble es va constituir com un dels focus més importants de l'art mudèjar a la regió extremenya, arribant a existir quatre esglésies, una ermita i un convent. L'església de Nostra Senyor de la Concepció, és la construcció més destacada que queda de l'època. Va ser iniciada en 1511. Presenta tres naus amb capçalera gòtica. Arcs ogivals separen les naus que es recolzen sobre pilars construïts de maons. Les cobertes són de fusta, en la qual destaca la part central on es pot veure l'escut imperial de Carles V.
Església parroquial catòlica sota l'advocació de La Puríssima Concepció, a l'Arxidiòcesi de Mèrida-Badajoz.